# Norsk senter for forskningsdata
Norsk senter for forskningsdata, conocido por las siglas NSD, es un organismo público noruego responsable de la gestión de datos para el sector de la investigación en Noruega. La agencia, propiedad del Ministerio de Educación e Investigación de Noruega, contaba con noventa empleados en 2015 y tiene su sede en Bergen. Es uno de los archivos más grandes del mundo en lo relativo a datos de investigación.
Fundado en 1971, era parte del Norges forskningsråd hasta que en 2003 pasó a depender del Ministerio.
El NSD gestiona el Norwegian Register of Scientific Journals, Series and Publishers y, desde 2014, el European Reference Index for the Humanities and Social Sciences (ERIH PLUS).